# Ти — найгірший
«Ти — найгірший» (англ. You're the Worst) — американський комедійний телесеріал, створений Стівеном Фолком. Сюжет обертається навколо егоцентричного письменника Джиммі і саморуйнівної піарниці Гретхен. Ці дві згубні особистості роблять спробу побудувати відносини. Прем'єра шоу відбулася на телеканалі FX 17 липня 2014 року.

## Виробництво
30 вересня 2014 року FX продовжив серіал на другий сезон із 13 епізодів, прем'єра якого відбулася на сестринському каналі FXX 9 вересня 2015 року. 2 грудня 2015 канал продовжив серіал на третій сезон. 28 вересня 2016 року серіал був продовжений на четвертий сезон. 15 листопада 2017 року серіал був продовжений на п'ятий і фінальний сезон, прем'єра якого відбулася 9 січня 2019 року.

## Список епізодів
| Сезон | Сезон | Епізоди | Прем'єрний показ | Прем'єрний показ  | Телеканал |
| Сезон | Сезон | Епізоди | початок          | завершення        | Телеканал |
| ----- | ----- | ------- | ---------------- | ----------------- | --------- |
|       | 1     | 10      | 17 липня 2014    | 18 вересня 2014   | FX        |
|       | 2     | 13      | 9 вересня 2015   | 9 грудня 2015     | FXX       |
|       | 3     | 13      | 31 серпня 2016   | 16 листопада 2016 | FXX       |
|       | 4     | 13      | 6 вересня 2017   | 15 листопада 2017 | FXX       |
|       | 5     | 13      | 9 січня 2019     | 3 квітня 2019     | FXX       |

## У ролях

### Основний склад
- Кріс Ґір — Джиммі Шайво-Оверлей
- Ая Кеш — Гретхен Катлер
- Десмін Боргес — Едгар Квінтеро
- Кетер Донохью — Ліндсі Джилліан

### Другорядний склад
- Джанет Верні — Бекка Барбара
- Тодд Роберт Андерсон — Вернон Барбара
- Аллан Маклауд — Пол Джиллиан
- Шейн Френсіс Сміт — Кілліан Мунс
- Брендон Майкл Сміт — Сем Дрезден
- Стів Ейджі — Датч (сезони 1-4)
- Стівен Шнайдер — Тай Вайленд (сезони 1-2, 4)
- Джовонні Семюелс — Бріанна (сезон 1)
- Даррелл Брітт-Гібсон — Шітстейн
- Колін Кемпбелл — «П'яничка»
- Аллен Мальдонадо — Ханінатс
- Коллетт Вулф — Дороті Дервуд (сезони 2-3)
- Магейна Това — Емі Кадінгл (сезон 2)
- Тесса Феррер — Ніна Кеан (сезон 2)
- Даг Бенсон — камео (сезон 2-4)
- Саміра Вайлі — Джастіна Джордан (3 сезон)
- Кетлін Роуз Перкінс — Присцилла (сезон 3—4)
- Фергюсон — Бун (сезон 4)
- Енн Дудек — Вітні (4 сезон)
- Джонні Пембертон — Макс (сезон 4)
- Емі Пітц — Адрієнн
- Джулі Вайт - лікарка Табіта Хіггінс